# بخش چرمنیانسکی
بخش چرمنیانسکی (به لاتین: Chernyansky District) یک منطقهٔ مسکونی در روسیه است که در استان بیلگاراد واقع شده‌است.